# Samhain
Samhain es una fiesta gaélica que se celebra el 1 de noviembre y que marca el final de la temporada de cosechas y el comienzo del invierno o la «mitad más oscura» del año. Las celebraciones comienzan en la tarde del 31 de octubre, ya que el día celta comenzaba y terminaba al atardecer. Se trata de una fecha a medio camino entre el equinoccio de otoño y el solsticio de invierno. Es una de las cuatro fiestas estacionales gaélicas, junto con Imbolc, Beltane y Lughnasa. Históricamente se celebraba en toda Irlanda, Escocia y la Isla de Man (donde se escribe Sauin). Los pueblos celtas bretones celebraban una fiesta similar, llamada Calan Gaeaf en Gales, Kalan Gwav en Cornualles y Kalan Goañv en Bretaña.
Se cree que el Samhain tiene orígenes paganos celtas y algunas tumbas de corredor neolíticas de Irlanda están alineadas con la salida del sol en la época del Samhain. Se menciona por primera vez en la literatura irlandesa más antigua, del siglo IX, y se asocia con muchos acontecimientos importantes de la mitología irlandesa. La primera literatura dice que el Samhain se caracterizaba por grandes reuniones y fiestas y que era el momento en que se abrían los antiguos túmulos funerarios, que se consideraban portales al Otro Mundo. Parte de la literatura también asocia Samhain con hogueras y sacrificios.
La fiesta no se documentó en detalle hasta principios de la era moderna. Era el momento en que bajaban los rebaños de los pastos de verano y se sacrificaba el ganado. Al igual que en Beltane, se encendían hogueras. Se consideraba que estas tenían poderes protectores y de limpieza y se celebraban rituales en torno a ellas. Al igual que Beltane, Samhain era una fiesta liminal o de umbral, en la que la frontera entre este mundo y el otro se diluía, lo que significaba que los Aes Side (los espíritus o hadas) podían entrar más fácilmente en nuestro mundo. La mayoría de los estudiosos consideran que los Aes Side son remanentes de dioses paganos. En Samhain, se les aplacaba con ofrendas de comida y bebida para que la gente y su ganado sobrevivieran al invierno. También se creía que las almas de los parientes muertos volvían a visitar sus hogares en busca de hospitalidad, y se les reservaba un lugar en la mesa durante la comida. El mumming y el guising (la costumbre de disfrazarse, a menudo con una máscara, y visitar las casas de las personas) formaban parte de la fiesta, al menos desde principios de la época moderna, en la que la gente iba de puerta en puerta disfrazada recitando versos a cambio de comida. Los disfraces pueden ser una forma de imitar a los Aes Side y disfrazarse de ellos. La adivinación era también una parte importante del festival y a menudo incluía nueces y manzanas. A finales del siglo XIX, John Rhŷs y James Frazer sugirieron que había sido la fiesta del Año Nuevo Celta, pero es algo discutido.
En el siglo IX, la Iglesia occidental aprobó el 1 de noviembre como fecha del Día de Todos los Santos, posiblemente por influencia de Alcuino, y el 2 de noviembre se convirtió más tarde en el Día de los Fieles Difuntos. Se cree que, con el tiempo, el Samhain y el Día de Todos los Santos se influyeron mutuamente y acabaron sincretizándose en el moderno Halloween. La mayoría de las tradiciones estadounidenses de Halloween se heredaron de los inmigrantes irlandeses y escoceses. Los folcloristas han utilizado el nombre Samhain para referirse a las costumbres gaélicas de Halloween hasta el siglo XIX.
Desde finales del siglo XX, los neopaganos celtas y los wiccanos celebran el Samhain, o algo parecido, como una fiesta religiosa.

## Etimología
En gaélico moderno irlandés y escocés el nombre es Samhain, mientras que el nombre tradicional en gaélico manés es Sauin. Suele escribirse con el artículo definido An tSamhain (irlandés), An t-Samhain (gaélico escocés) e Yn Tauin (manés). Las formas más antiguas de la palabra incluyen las grafías en gaélico escocés Samhainn y Samhuinn. Los nombres gaélicos del mes de noviembre derivan de Samhain.

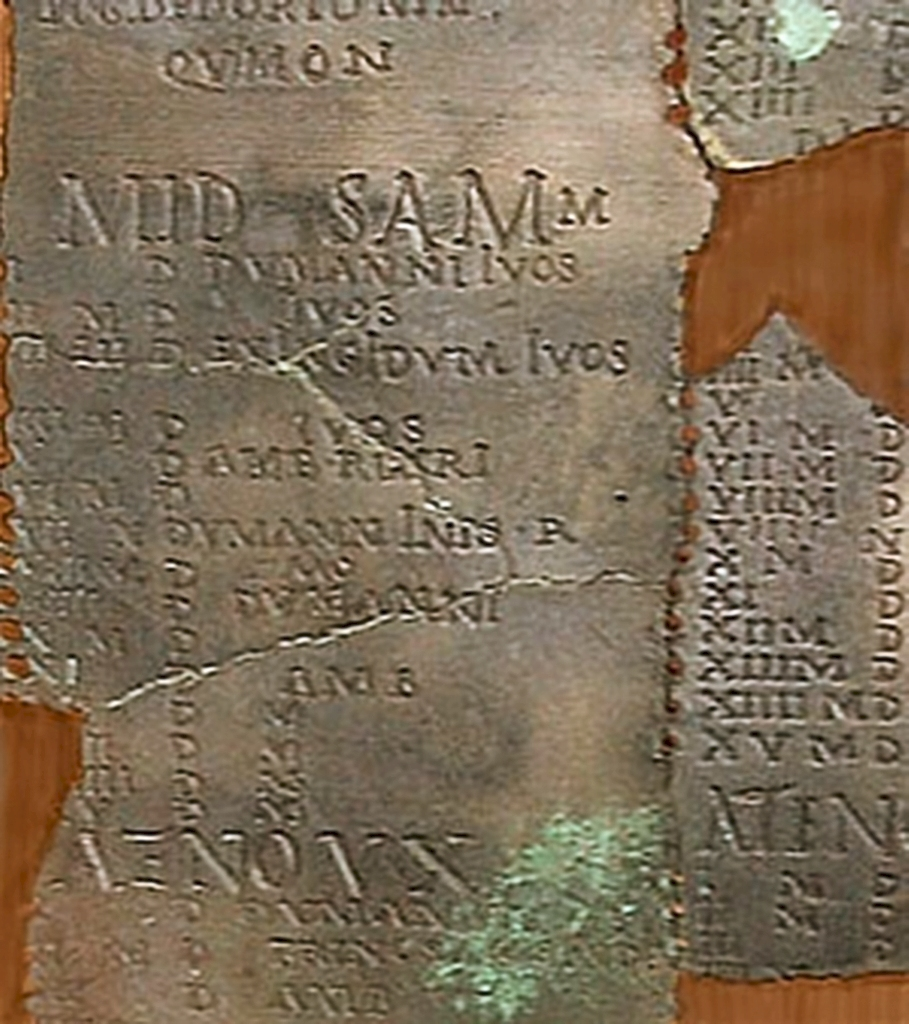
Samonios en el calendario de Coligny

Todos estos nombres proceden del irlandés medio Samain o Samuin, el nombre de la fiesta que se celebraba el 1 de noviembre en la Irlanda medieval, que tradicionalmente se ha derivado del protoindoeuropeo *semo- 'verano'. Sin embargo, como señala John T. Koch, no está claro por qué una fiesta que marca el comienzo del invierno debería incluir la palabra «verano». Joseph Vendryes también sostiene que no tiene relación porque el verano celta terminaba en agosto. Según los lingüistas Xavier Delamarre y Ranko Matasović, los vínculos con el protocelta *samon- 'verano' parecen ser etimologías populares. Según ellos, el galés Samon- y el irlandés medio Samain deberían derivar más bien del protocelta *samoni- (*smHon- 'reunión, asamblea'), cuyo significado original se explica mejor como 'asamblea, [fiesta del] primer mes del año', quizá refiriéndose a una 'asamblea de los vivos y los muertos'.
En el calendario galo Coligny, que data del siglo I a. C., el nombre del mes SAMONI está probablemente relacionado con la palabra Samain. Es posible que se celebrara algún tipo de fiesta durante las tres noches de Samoni (TRINOX SAMONI en galo). El nombre del mes GIAMONI, seis meses más tarde, incluye probablemente la palabra «invierno», pero el punto de partida del calendario no está claro.

## Orígenes
Samhain o Samuin era el nombre de la fiesta (feis) que marcaba el comienzo del invierno en la Irlanda gaélica. Aparece en la primera literatura irlandesa antigua, que data del siglo IX. Era uno de los cuatro festivales estacionales gaélicos: Samhain (~1 de noviembre), Imbolc (~1 de febrero), Beltane (~1 de mayo) y Lughnasa (~1 de agosto). Se cree que Samhain y Beltane, en momentos opuestos del año, eran las más importantes. James George Frazer escribió en su libro de 1890, La rama dorada, que el 1 de mayo y el 1 de noviembre son de poca importancia para los agricultores europeos, pero de gran importancia para los pastores que practican la trashumancia estacional. Es al principio del verano cuando el ganado es conducido a los pastos de verano de las tierras altas y al principio del invierno cuando es conducido de vuelta. Así, Frazer sugiere que la división del año en dos fechas, el 1 de mayo y el 1 de noviembre, data de la época en que los celtas eran un pueblo principalmente pastoril, dependiente de sus rebaños.
Algunas tumbas de corredor neolíticas de Irlanda están alineadas con la salida del sol en torno a las fechas de Samhain e Imbolc. Entre ellas se encuentran el Túmulo de los Rehenes (Dumha na nGiall) en la colina de Tara, y Loughcrew en Sliabh na Caillí.

## En la mitología irlandesa

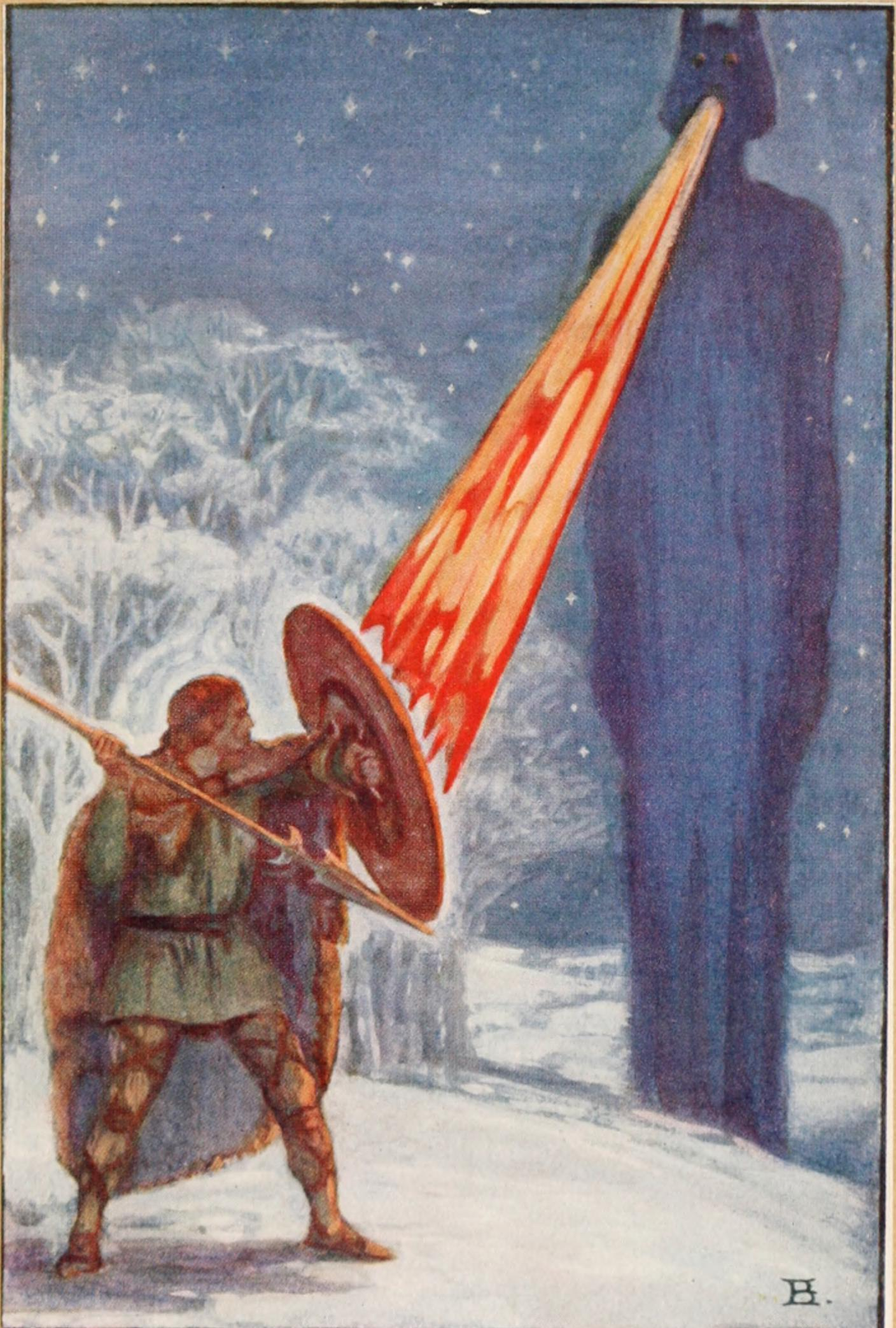
El héroe Fionn luchando contra Aillen, de quien se dice que quemaba Tara cada Samhain

Aunque la mitología irlandesa era originalmente una tradición oral, gran parte de ella fue escrita en la Edad Media por monjes cristianos. El cuento del siglo X Tochmarc Emire (El cortejo de Emer) recoge el Samhain como la primera de las cuatro fiestas estacionales del año. La literatura dice que se declaraba la paz y que había grandes reuniones donde se celebraban encuentros, se festejaba, se bebía alcohol y se hacían concursos. Estas reuniones son un escenario típico para los primeros cuentos irlandeses. El cuento Echtra Cormaic (La aventura de Cormac) dice que cada siete Samhain se celebraba la Fiesta de Tara, organizada por el Rey supremo de Irlanda, durante la cual se ordenaban nuevas leyes y deberes; cualquiera que rompiera las leyes establecidas durante este tiempo sería desterrado.
Según la mitología irlandesa, Samhain (al igual que Beltane) era una época en la que se abrían los portales al Otro Mundo, permitiendo que los seres sobrenaturales y las almas de los muertos entraran en nuestro mundo; mientras que Beltane era una fiesta de verano para los vivos, Samhain «era esencialmente una fiesta para los muertos». En Macgnímartha Finn se dice que los Aes Side (montículos mágicos o portales al Otro Mundo) «estaban siempre abiertos en Samhain». Todos los años, Aillen, el escupefuego, emerge del Otro Mundo y quema el palacio de Tara durante el festival de Samhain, después de adormecer a todos con su música. Un Samhain, el joven Fionn mac Cumhaill es capaz de mantenerse despierto y mata a Aillen con una lanza mágica, por lo que es nombrado líder de la fianna. En una historia similar, durante un Samhain el ser del Otro Mundo Cúldubh sale del túmulo de Slievenamon y arrebata un cerdo asado. Fionn mata a Cúldubh con un lanzamiento de lanza cuando vuelve a entrar en el túmulo. El pulgar de Fionn queda atrapado entre la puerta y el poste al cerrarse, y se lo mete en la boca para aliviar el dolor. Como su pulgar ha estado dentro del Otro Mundo, Fionn está dotado de una gran sabiduría. Esto puede referirse a la obtención de conocimientos de los antepasados. Acallam na Senórach (Coloquio de los ancianos) cuenta cómo tres mujeres lobo salen de la cueva de Cruachan (un portal del Otro Mundo) cada Samhain y matan al ganado. Cuando Cas Corach toca su arpa, adoptan forma humana y el guerrero de la fianna Caílte las mata con una lanza.
Algunos relatos sugieren que en Samhain se hacían ofrendas o sacrificios. En el Lebor Gabála Érenn (Libro de las Invasiones), cada Samhain el pueblo de Nemed debía entregar dos tercios de sus hijos, su maíz y su leche a los monstruosos fomorianos. Los fomorianos parecen representar los poderes dañinos o destructivos de la naturaleza; personificaciones del caos, la oscuridad, la muerte, la plaga y la sequía. Este tributo pagado por el pueblo de Nemed puede representar un «sacrificio ofrecido al comienzo del invierno, cuando los poderes de la oscuridad y el tizón están en alza». Según el posterior Dindsenchas y los Anales de los cuatro maestros —que fueron escritos por monjes cristianos—, en la antigua Irlanda Samhain estaba asociado a un dios o ídolo llamado Cromm Cruach. Los textos afirman que un primogénito era sacrificado en el ídolo de piedra de Crom Cruach en Magh Slécht. Dicen que el rey Tigernmas, y tres cuartas partes de su pueblo, murieron mientras adoraban a Crom Cruach un Samhain.
Los reyes legendarios Diarmait mac Cerbaill y Muirchertach mac Muiredaig tienen una triple muerte en Samhain, que consiste en ser herido, quemado y ahogado, y de la que están advertidos. En el cuento Togail Bruidne Dá Derga (La destrucción del albergue de Dá Derga), el rey Conaire Mór también encuentra la muerte en Samhain tras romper sus geasa (prohibiciones o tabúes). Tres jinetes no muertos, mensajeros de Donn, dios de los muertos, le advierten de su inminente destino. En Macgnímartha Finn se cuenta cómo cada Samhain los hombres de Irlanda iban a cortejar a una hermosa doncella que vive en el túmulo mágico de Brí Eile (Croghan Hill). Dice que cada año alguien era asesinado «para celebrar la ocasión», por personas desconocidas. Algunos académicos sugieren que estos relatos recuerdan los sacrificios humanos, y sostienen que varias momias del pantano (como el Hombre de Croghan) parecen haber sido reyes asesinados ritualmente, algunos de ellos alrededor de la época de Samhain.
En el Echtra Neraí (La aventura de Nera), el rey Ailill de Connacht impone a su séquito una prueba de valentía en la noche de Samhain. Ofrece un premio a quien consiga llegar a la horca y atar una cinta al tobillo de un ahorcado. Cada uno de los aspirantes se ve frustrado por los demonios y corre de vuelta a la sala del rey con miedo. Sin embargo, Nera lo consigue, y el muerto pide entonces un trago. Nera lo lleva a cuestas y se detienen en tres casas. Entran en la tercera, donde el muerto bebe y escupe sobre los habitantes de la casa, matándolos. Al volver, Nera ve a una cacería salvaje quemando el salón del rey y masacrando a los que están dentro. Sigue a la hueste a través de un portal hacia el Otro Mundo. Nera se entera de que lo que vio fue solo una visión de lo que sucederá el próximo Samhain a menos que se haga algo. Es capaz de volver a la sala y avisar al rey.
El cuento Aided Chrimthainn maic Fidaig (El asesinato de Crimthann mac Fidaig) cuenta cómo Mongfind mata a su hermano, el rey Crimthann de Munster, para que uno de sus hijos pueda convertirse en rey. Mongfind ofrece a Crimthann una bebida envenenada en un banquete, pero él le pide que beba de ella primero. Al no tener otra opción que beber el veneno, ella muere en la víspera de Samhain. El autor señala que Samhain también se llama Féile Moingfhinne (la Fiesta de Mongfind o Mongfhionn), y que «las mujeres y la chusma le hacen peticiones» en Samhain.
Muchos otros acontecimientos de la mitología irlandesa ocurren o comienzan en Samhain. La invasión del Ulster, que constituye la acción principal del Táin Bó Cúailnge (El robo del toro de Cuailnge), comienza en Samhain. Como el robo de ganado era una actividad típica del verano, la invasión durante esta temporada baja sorprendió a los habitantes del Ulster. La segunda batalla de Maige Tuired también comienza en Samhain. Morrigan y Dagda se reúnen y tienen relaciones sexuales antes de la batalla contra los fomorianos; de esta manera Morrigan actúa como figura de soberanía y da la victoria al pueblo de Dagda, los Tuatha Dé Danann. En Aislinge Óengusa (El sueño de Óengus) es cuando él y su futura esposa cambian de forma de pájaro a forma humana, y en Tochmarc Étaíne (El cortejo de Étaín) es el día en que Óengus reclama la realeza de Brú na Bóinne.

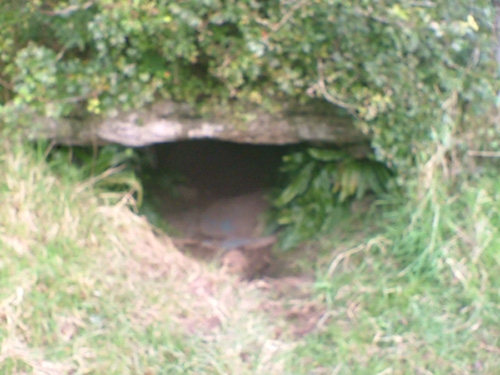
La cueva de Cruachan, una de las muchas puertas al Otro Mundo de donde se decía que salían seres y espíritus en Samhain

Varios lugares de Irlanda están especialmente vinculados a Samhain. Se dice que cada Samhain una hueste de seres de otro mundo sale de la cueva de Cruachan, en el condado de Roscommon. Se cree que la colina de Ward (o Tlachtga), en el condado de Meath, fue el lugar de una gran reunión y hoguera de Samhain; se dice que este ringfort fue el lugar donde la druida Tlachtga dio a luz a trillizos y donde posteriormente murió.
En The Stations of the Sun: A History of the Ritual Year in Britain (1996), Ronald Hutton escribe: «No cabe duda de que también había prácticas religiosas [paganas], pero ninguno de los relatos las retrata». La única referencia histórica a los ritos religiosos paganos se encuentra en la obra de Geoffrey Keating, pero se desconoce su fuente. Hutton dice que puede ser que no se mencionen ritos religiosos porque, siglos después de la cristianización, los escritores no tenían constancia de ellos. Hutton sugiere que Samhain puede no haber sido particularmente asociada con lo sobrenatural. Dice que las reuniones de la realeza y los guerreros en Samhain pueden haber sido simplemente un escenario ideal para tales cuentos, de la misma manera que muchos cuentos artúricos están ambientados en reuniones cortesanas en Navidad o Pentecostés.

## Costumbres históricas
Samhain era una de las cuatro fiestas principales del calendario gaélico, que marcaba el final de la cosecha y el comienzo del invierno. Las costumbres de Samhain se mencionan en varios textos medievales. En Serglige Con Culainn (La cama de Cúchulainn), se dice que la fiesta de los Ulaid en Samhain duraba una semana: el propio Samhain y los tres días anteriores y posteriores. Se trataba de grandes reuniones en las que se celebraban encuentros, festines, se bebía alcohol y se hacían concursos. El Togail Bruidne Dá Derga señala que en Samhain se encendían hogueras y se arrojaban piedras al fuego. Se menciona en Foras Feasa ar Éirinn, de Geoffrey Keating, escrito a principios del siglo XVII, pero que se basa en fuentes medievales anteriores, algunas de las cuales se desconocen. Afirma que el feis de Tara se celebraba durante una semana cada tres Samhain, cuando los nobles y los ollams de Irlanda se reunían para establecer y renovar las leyes, y para celebrar un banquete. También afirma que los druidas encendían una hoguera sagrada en Tlachtga y hacían sacrificios a los dioses, a veces quemando sus sacrificios. Añade que todos los demás fuegos se apagaban y se volvían a encender desde esta hoguera.

### Hogueras rituales

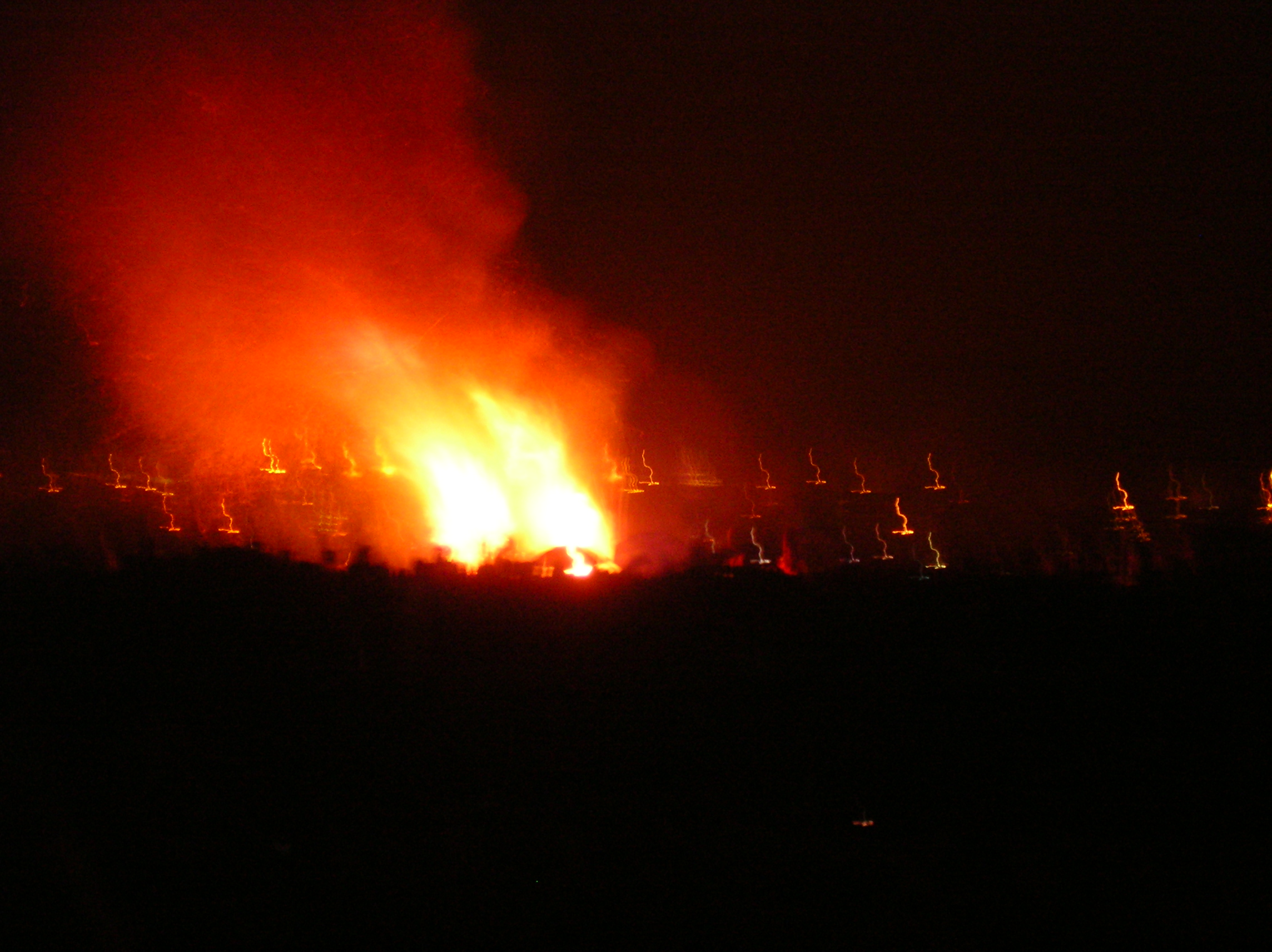
Las hogueras son una parte importante de la fiesta en muchas zonas; en la imagen, una hoguera de Beltane en Escocia

Al igual que en el caso de Beltane, en Samhain se encendían hogueras en las cimas de las colinas y se celebraban rituales con ellas. A principios de la era moderna, eran más comunes en partes de las Tierras Altas de Escocia, en la isla de Man, en el norte y centro de Gales y en partes del Ulster. Florence Marian McNeill afirma que la forma tradicional de encenderlas era el fuego forzado (o fuego de necesidad), pero señala que este método fue desapareciendo. Asimismo, tradicionalmente solo se utilizaban ciertos tipos de madera, pero los registros posteriores muestran que se quemaban muchos tipos de materiales inflamables. Se sugiere que las hogueras eran una especie de magia simpática: imitaban al Sol, ayudando a los «poderes del crecimiento» y frenando la decadencia y la oscuridad del invierno. También es posible que sirvieran para «quemar y destruir todas las influencias nocivas» de forma simbólica. Los relatos de los siglos XVIII y XIX sugieren que se consideraba que las hogueras (así como su humo y sus cenizas) tenían poderes protectores y de limpieza.
En el Moray del siglo XIX, los muchachos pedían combustible para la hoguera en cada casa del pueblo. Cuando se encendía el fuego, «uno tras otro de los jóvenes se tumbaba en el suelo lo más cerca posible del fuego para no quemarse, y en una posición tal que el humo pasara sobre él. Los demás corrían entre el humo y saltaban sobre él». Cuando la hoguera se quemaba, esparcían las cenizas, compitiendo entre sí para ver quién las esparcía más. En algunas zonas, se hacían dos hogueras una al lado de la otra y la gente —a veces con su ganado— caminaba entre ellas como ritual de limpieza. Se dice que los huesos del ganado sacrificado se arrojaban sobre las hogueras. En el mundo gaélico, el ganado era la principal forma de riqueza y era el centro de la vida agrícola y pastoril.
La gente también se llevaba las llamas de la hoguera a sus casas. En el siglo XIX, en algunas partes de Escocia, se llevaban antorchas de pino silvestre o tepe ardiendo alrededor de las casas y los campos para protegerlos. En algunos lugares, la gente apagaba el fuego de sus hogares en la noche de Samhain. Cada familia volvía a encender solemnemente su hogar a partir de la hoguera comunitaria, uniendo así a la comunidad. El escritor del siglo XVII Geoffrey Keating afirmaba que se trataba de una antigua tradición, instituida por los druidas. Apagar el fuego viejo y encender el nuevo puede ser una forma de desterrar el mal, que formaba parte de las fiestas de Año Nuevo en muchos países.

### Adivinación

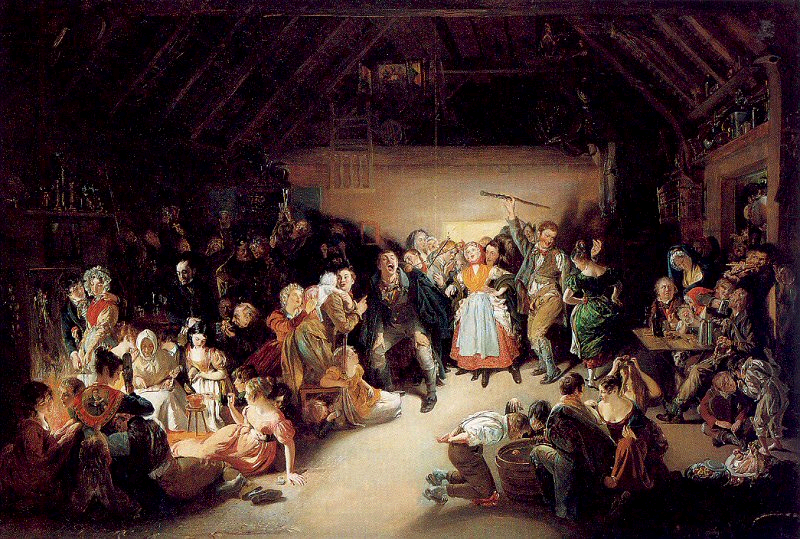
Snap-Apple Night (1833), pintado por Daniel Maclise, muestra a la gente jugando a la adivinación el 31 de octubre en Irlanda

Las hogueras se utilizaban en los rituales de adivinación, aunque no toda la adivinación tenía que ver con el fuego. En la Ochtertyre del siglo XVIII, se colocaba un anillo de piedras —uno por cada persona— alrededor del fuego, quizá sobre una capa de ceniza. A continuación, todos corrían alrededor con una antorcha, «exultantes». Por la mañana, se examinaban las piedras y, si se había perdido alguna, se decía que la persona a la que representaba no pasaría de ese año. Una costumbre similar se observaba en el norte de Gales y en Bretaña. James Frazer sugiere que esto puede provenir de «una costumbre más antigua de quemarlas» (es decir, sacrificios humanos) o puede haber sido siempre simbólica. Es probable que la adivinación haya formado parte de la fiesta desde la antigüedad, y que haya sobrevivido en algunas zonas rurales.
En las fiestas domésticas de todas las regiones gaélicas y Gales se celebraban numerosos rituales destinados a adivinar el futuro de los reunidos, especialmente en lo que respecta a la muerte y el matrimonio. Las manzanas y las avellanas se utilizaban a menudo en estos rituales y juegos de adivinación. En la mitología celta, las manzanas estaban fuertemente asociadas al Otro Mundo y a la inmortalidad, mientras que las avellanas se asociaban a la sabiduría divina. Uno de los juegos más comunes era el de morder la manzana. Otro consistía en colgar una pequeña varilla de madera del techo a la altura de la cabeza, con una vela encendida en un extremo y una manzana colgando del otro. Se hacía girar la varilla y todos se turnaban para intentar atrapar la manzana con los dientes. Las manzanas se pelaban en una larga tira, la cáscara se arrojaba por encima del hombro y se decía que su forma formaba la primera letra del nombre del futuro cónyuge.
Se tostaban dos avellanas cerca del fuego; una llevaba el nombre de la persona que las tuesta y la otra el de la persona que desea. Si las avellanas saltaban por el calor, era una mala señal, pero si se tostaban tranquilamente auguraba un buen emparejamiento. Se escondían objetos en la comida —generalmente un pastel, barmbrack, cranachan, champ o sowans— y se servían porciones al azar. El futuro de una persona se predecía por el objeto que encontraba; por ejemplo, un anillo significaba matrimonio y una moneda, riqueza. Se cocinaba un pan de avena salado; la persona lo comía en tres bocados y luego se iba a la cama en silencio sin beber nada. Se decía que esto daba lugar a un sueño en el que su futuro cónyuge le ofrecía una bebida para saciar su sed. Se dejaban caer claras de huevo en el agua y las formas predecían el número de futuros hijos. Los niños también perseguían a los cuervos y adivinaban algunas de estas cosas por el número de pájaros o la dirección en que volaban.

### Espíritus y almas
Samhain se consideraba un momento liminal, en el que era más fácil cruzar la frontera entre este mundo y el otro. Esto significaba que los aos sí, los espíritus o hadas, podían entrar más fácilmente en nuestro mundo. Muchos estudiosos consideran que los aos sí son reminiscencias de dioses paganos y espíritus de la naturaleza. En Samhain, se creía que había que propiciar a los aos sí para que la gente y su ganado sobrevivieran al invierno. Se les dejaba ofrendas de comida y bebida al aire libre, y porciones de las cosechas en el suelo.
Una costumbre —descrita como un «ejemplo flagrante» de un «rito pagano que sobrevive en la época cristiana»— se registró en las Hébridas Exteriores y en Iona en el siglo XVII. En la noche del 31 de octubre, los pescadores y sus familias bajaban a la orilla. Uno de los hombres se metía en el agua hasta la cintura, donde vertía una copa de cerveza y pedía a Seonaidh (Shoney), al que llamaba «dios del mar», que les concediera una buena pesca. La costumbre se acabó en la década de 1670 tras una campaña de los ministros, pero la ceremonia se trasladó a la primavera y sobrevivió hasta principios del siglo XIX.
La gente también ponía especial cuidado en no ofender a los aos sí y procuraba alejar a los que querían hacer travesuras. Se quedaban cerca de casa o, si se veían obligados a caminar en la oscuridad, ponían su ropa del revés o llevaban hierro o sal para mantenerlos a raya. En el sur de Irlanda, se acostumbraba a tejer en Samhain una pequeña cruz de palos y paja llamada «parshell» o «parshall», que era similar a la Cruz de Santa Brigida y al Ojo de Dios. Se fijaba sobre la puerta para alejar la mala suerte, la enfermedad y la brujería, y se sustituía cada Samhain.
También se honraba a los muertos en Samhain. El comienzo del invierno podía considerarse el momento más adecuado para hacerlo, ya que era una época de «muerte» en la naturaleza. Se pensaba que las almas de los muertos volvían a visitar sus hogares en busca de hospitalidad. Se les reservaba un lugar en la mesa y junto al fuego para darles la bienvenida. La creencia de que las almas de los muertos vuelven a casa en una noche del año y deben ser apaciguadas parece tener orígenes antiguos y se encuentra en muchas culturas de todo el mundo. James Frazer sugiere que «tal vez era natural pensar que la llegada del invierno llevara a los pobres, temblorosos y hambrientos fantasmas desde los campos desnudos y los bosques sin hojas al refugio de la casa». Sin embargo, las almas de los parientes agradecidos podían volver para conceder bendiciones con la misma facilidad que la de una persona agraviada podía regresar para vengarse.

### Mummingyguising

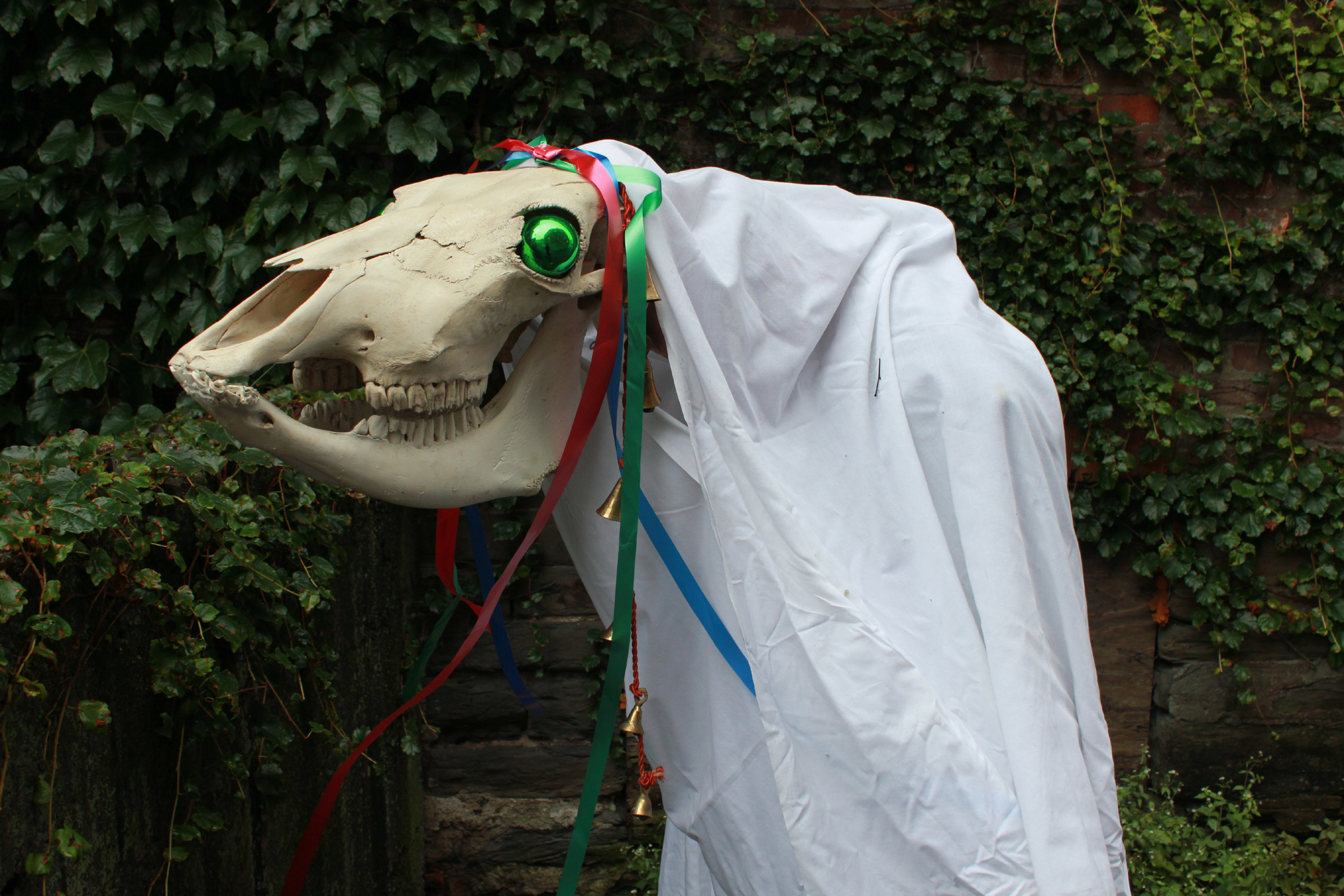
Un Mari Lwyd, el equivalente galés del Láir Bhán

En algunas zonas, mumming y guising formaban parte del Samhain. Se registró por primera vez en la Escocia del siglo XVI y posteriormente en partes de Irlanda, Mann y Gales. Consistía en ir de casa en casa disfrazados, normalmente recitando canciones o versos a cambio de comida. Es posible que haya evolucionado a partir de una tradición por la que la gente se hacía pasar por los aos sí, o las almas de los muertos, y recibía ofrendas en su nombre. También se creía que hacerse pasar por estos espíritus o almas servía para protegerse de ellos. S. V. Peddle sugiere que los guisers «personifican a los antiguos espíritus del invierno, que exigían una recompensa a cambio de buena fortuna». McNeill sugiere que el antiguo festival incluía personas con máscaras o disfraces que representaban a estos espíritus y que la costumbre moderna procede de ello. En Irlanda, los disfraces los llevaban a veces los que iban de un lado a otro antes del anochecer pidiendo para la fiesta de Samhain.
En Escocia, los jóvenes iban de casa en casa con rostros enmascarados, velados, pintados o ennegrecidos, a menudo amenazando con hacer travesuras si no eran bienvenidos. Esto era común en el siglo XVI en la campiña escocesa y persistió hasta el siglo XX. Se sugiere que las caras ennegrecidas provienen de la utilización de las cenizas de la hoguera como protección. En Irlanda, a finales del siglo XVIII, los campesinos que llevaban palos iban de casa en casa en Samhain recogiendo comida para la fiesta. Charles Vallancey escribió que lo exigían en nombre de San Columba, pidiendo a la gente que «dejara a un lado el ternero cebado y trajera la oveja negra». En algunas partes del sur de Irlanda, durante el siglo XIX, los guisadores incluían un caballito de madera conocido como Láir Bhán (yegua blanca). Un hombre cubierto con una sábana blanca y que llevaba un cráneo de caballo decorado conducía a un grupo de jóvenes, soplando con cuernos de vaca, de granja en granja. En cada una de ellas recitaban versos, algunos de los cuales «tenían un fuerte sabor a paganismo», y se esperaba que el granjero donara comida. Si el agricultor donaba alimentos, podía esperar buena suerte de la Muck Olla; si no lo hacía, le esperaba la desgracia. Esto se asemeja a la procesión de Mari Lwyd (yegua gris) en Gales, que tiene lugar en pleno invierno. En Gales, el caballo blanco suele considerarse un presagio de muerte. En otros lugares de Europa, los disfraces, mumming y los caballitos de madera formaban parte de otras fiestas anuales. Sin embargo, en las regiones de habla celta eran «particularmente apropiados para una noche en la que se decía que los seres sobrenaturales estaban en el exterior y podían ser imitados o ahuyentados por los caminantes humanos».

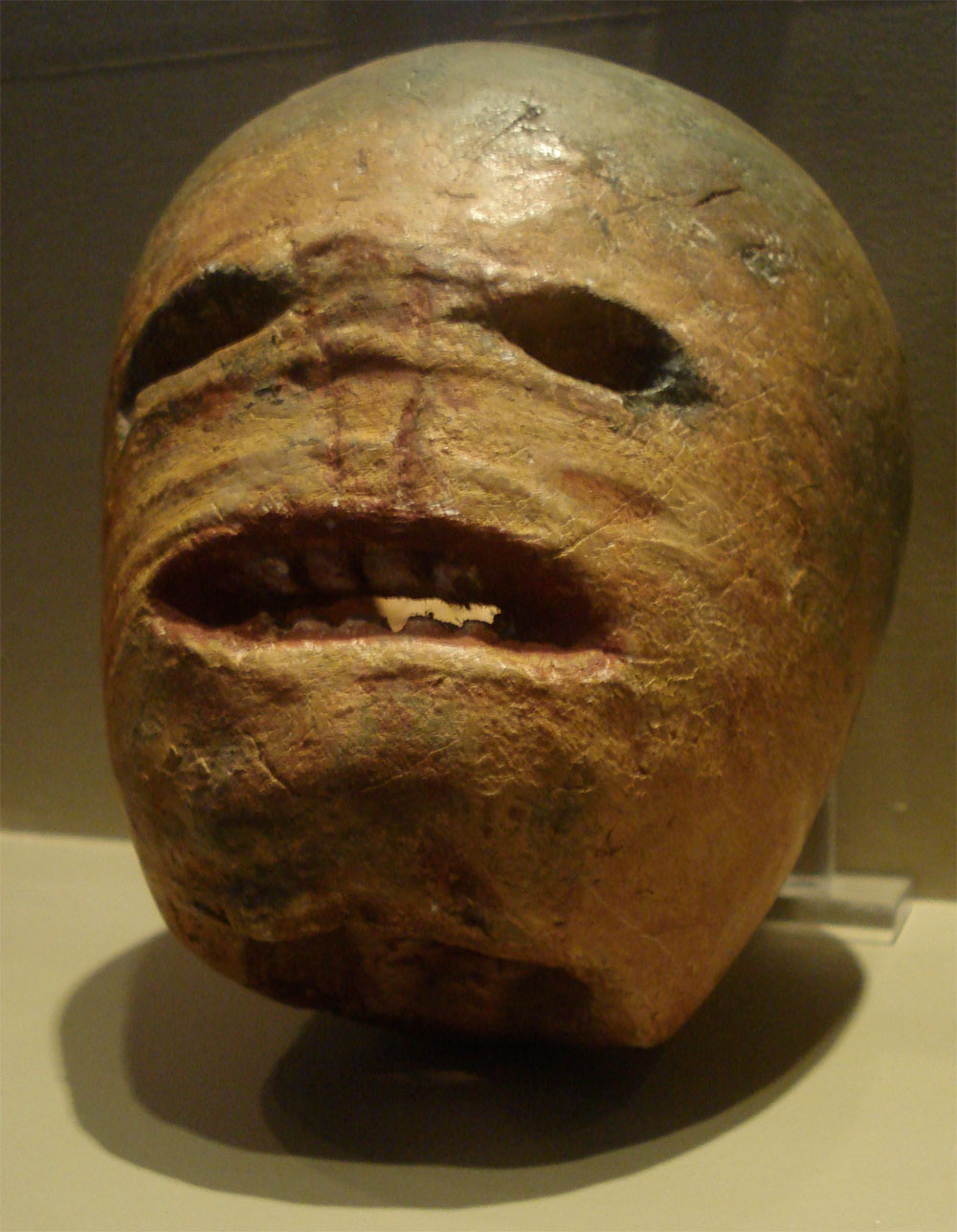
Molde de yeso de un Jack-o'-lantern irlandés de principios del en el Museo Nacional de Irlanda - Vida en el campo

Hutton escribe: «Cuando se imita a los espíritus malignos se pasa muy rápidamente de disfrazarse a gastar bromas». Las bromas en Samhain se registran en las Tierras Altas de Escocia desde 1736 y también eran comunes en Irlanda, lo que llevó a que Samhain recibiera el apodo de «Noche de las travesuras» en algunas zonas. El uso de disfraces en Halloween se extendió a Inglaterra en el siglo XX, al igual que la costumbre de gastar bromas, aunque ya existía el mumming en otras fiestas. En la época de la inmigración transatlántica de irlandeses y escoceses, que popularizó Halloween en Norteamérica, Halloween tenía una fuerte tradición de disfraces y bromas en Irlanda y Escocia. El truco o trato puede provenir de la costumbre de ir de puerta en puerta pidiendo comida para las fiestas de Samhain, combustible para las hogueras de Samhain y/o ofrendas para los aos sí. También puede provenir de la costumbre de reunir pasteles de alma en Allhallowtide.[cita requerida]
La «iluminación tradicional para los guisers o bromistas en el exterior durante la noche en algunos lugares la proporcionaban los nabos o mangelwurzel, ahuecados para que sirvieran de linternas y a menudo tallados con caras grotescas». También se colocaban en los alféizares de las ventanas. Quienes los fabricaban decían que los faroles representaban a los espíritus o seres sobrenaturales, o que se utilizaban para ahuyentar a los malos espíritus. En el siglo XIX eran comunes en algunas zonas de Irlanda y las Tierras Altas escocesas. También se encontraban en Somerset. En el siglo XX se extendieron a otras partes de Gran Bretaña y pasaron a conocerse generalmente como jack-o'-lanterns.

### Ganado
Tradicionalmente, Samhain era el momento de hacer un balance de los rebaños y de las reservas de alimentos. Se bajaba el ganado a los pastos de invierno tras seis meses en los pastos de verano más altos. También era el momento de elegir los animales que se sacrificarían. Esta costumbre sigue siendo observada por muchos que cultivan y crían ganado. Se cree que algunos de los rituales asociados a la matanza se han trasladado a otras fiestas de invierno. En Irlanda, el día de San Martín (11 de noviembre), se sacrificaba un animal —generalmente un gallo, un ganso o una oveja— y se rociaba parte de su sangre en el umbral de la casa. Se ofrecía a San Martín, que podía ocupar el lugar de uno o varios dioses, y luego se comía como parte de un festín. Esta costumbre fue común en algunas partes de Irlanda hasta el siglo XIX, y se daba en otras partes de Europa. En Año Nuevo, en las Hébridas, un hombre vestido con una piel de vaca daba la vuelta al pueblo en dirección al sol. Se quemaba un trozo de la piel y todos respiraban el humo. Estas costumbres pretendían alejar la mala suerte, y otras similares se encontraban en otras regiones celtas.

## Renacimiento celta
Durante el Renacimiento céltico de finales del siglo XIX y principios del XX, se produjo un aumento del interés por Samhain y las demás fiestas celtas. John Rhys afirmó que se trataba del Año Nuevo Celta. Lo dedujo del folclore contemporáneo de Irlanda y Gales, que a su juicio estaba «lleno de costumbres de Halloween asociadas a los nuevos comienzos». Visitó Mann y descubrió que los maneses a veces llamaban al 31 de octubre Noche de Año Nuevo o Hog-unnaa. El Tochmarc Emire, escrito en la Edad Media, calculaba el año en torno a los cuatro festivales del comienzo de las estaciones, y situaba el Samhain al principio de estos. Sin embargo, Hutton afirma que las pruebas de que se trata del Año Nuevo celta o gaélico son endebles. La teoría de Rhys fue popularizada por James George Frazer, aunque en ocasiones reconoció que las pruebas no son concluyentes. Frazer también propuso que Samhain había sido la fiesta pagana celta de los muertos y que se había cristianizado como Día de Todos los Santos y Día de los Fieles Difuntos. Desde entonces, Samhain se considera popularmente como el Año Nuevo celta y una antigua fiesta de los muertos. El calendario de la Liga céltica, por ejemplo, comienza y termina en Samhain.

## Festivales relacionados

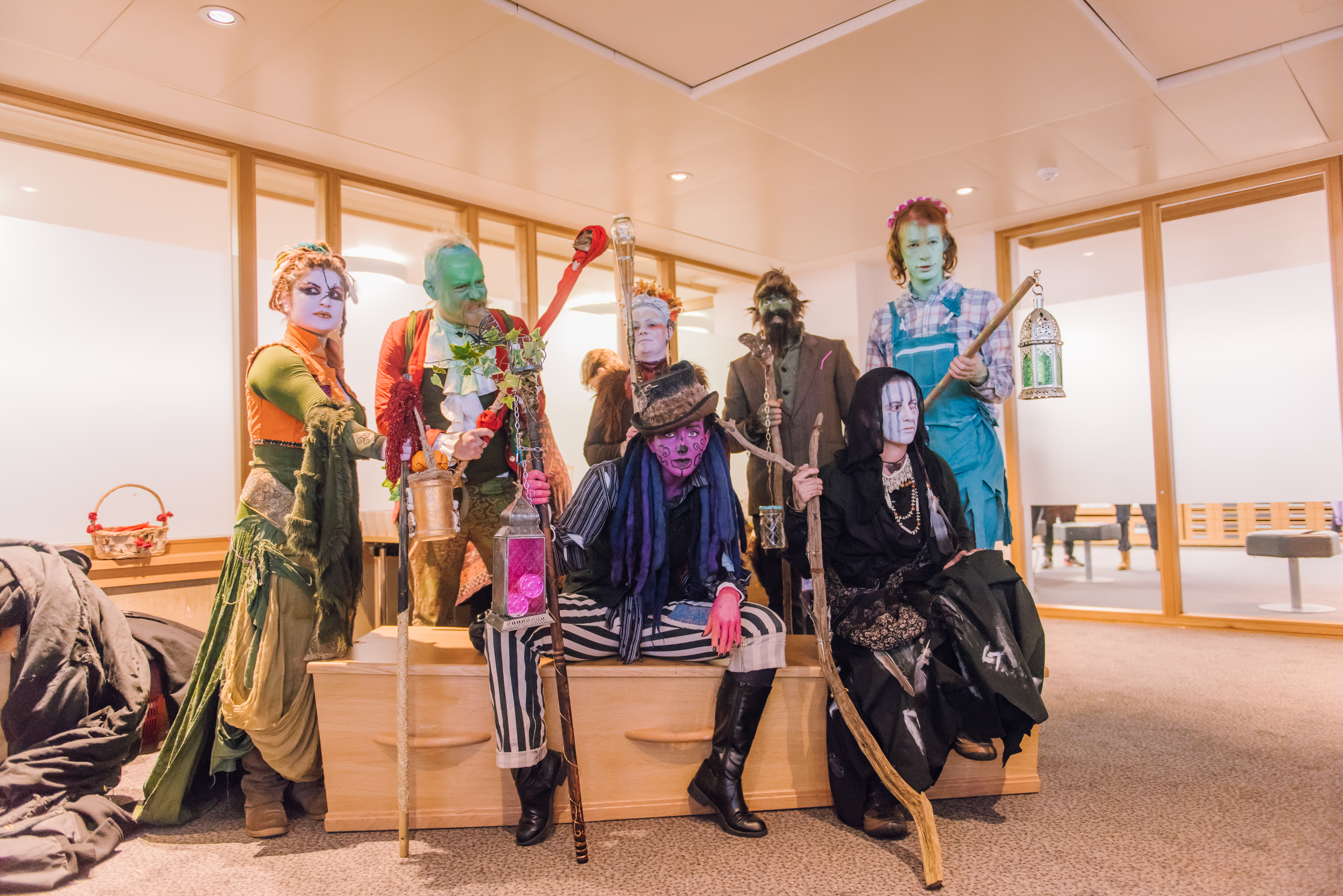
Editatón de Wikipedia sobre Samhuinn en la Universidad de Edimburgo, 2016

En la rama bretona de las lenguas celtas, el Samhain se conoce como las «calendas del invierno». En las tierras bretonas de Gales, Cornualles y Bretaña el 31 de octubre se celebraban fiestas similares a las gaélicas. En Gales es Calan Gaeaf, en Cornualles es Allantide o Kalan Gwav y en Bretaña es Kalan Goañv.
Los maneses celebran el 31 de octubre el Hop-tu-Naa, que es una celebración de la Nochevieja original. Tradicionalmente, los niños tallan nabos en lugar de calabazas y los llevan por el barrio cantando canciones tradicionales relacionadas con hop-tu-naa.

### Allhallowtide
En el año 609, el papa Bonifacio IV aprobó el 13 de mayo como día santo para conmemorar a todos los mártires cristianos. Hacia el año 800, hay pruebas de que las iglesias de Irlanda, Northumbria (Inglaterra) y Baviera (Alemania) celebraban una fiesta en conmemoración de todos los santos el 1 de noviembre, que se convirtió en el Día de Todos los Santos. Alcuino de York elogió a su amigo Arno de Salzburgo por celebrar la fiesta en esta fecha. James Frazer sugiere que esta fecha era una idea celta (siendo la fecha de Samhain), mientras que Ronald Hutton sugiere que era una idea germánica, escribiendo que la iglesia irlandesa conmemoraba a todos los santos el 20 de abril. Algunos manuscritos del Martirologio de Tallaght y del Martirologio de Óengus, que datan de esta época, tienen una conmemoración de todos los santos «de Europa» el 20 de abril, pero una conmemoración de todos los santos del mundo el 1 de noviembre. Se sugiere que Alcuino, miembro de la corte de Carlomagno, introdujo la fecha del 1 de noviembre de Todos los Santos en el reino franco. En el año 835, la fecha del 1 de noviembre se adoptó oficialmente en el Imperio franco. En el siglo XI, el 2 de noviembre se estableció como Día de los Fieles Difuntos. De este modo se creó la celebración de tres días conocida como Allhallowtide: la Víspera de Todos los Santos (31 de octubre), el Día de Todos los Santos (1 de noviembre) y el Día de los Fieles Difuntos (2 de noviembre).
Existe la creencia generalizada de que muchas de las costumbres seculares modernas de la Víspera de Todos los Santos (Halloween) se vieron influidas por la fiesta de Samhain. Otros estudiosos sostienen que la influencia de Samhain se ha exagerado y que All Hallows' también influyó en el propio Samhain.
La mayoría de las tradiciones estadounidenses de Halloween fueron traídas por inmigrantes irlandeses y escoceses en el siglo XIX. Luego, por influencia estadounidense, estas tradiciones de Halloween se extendieron a muchos otros países a finales del siglo XX.

## Neopaganismo
Algunos neopaganos celebran Samhain y las fiestas basadas en Samhain. Como hay muchos tipos de neopaganismo, sus celebraciones de Samhain pueden ser muy diferentes a pesar de compartir el nombre. Algunos intentan emular la fiesta histórica en la medida de lo posible. Otros neopaganos basan sus celebraciones en diversas fuentes no relacionadas, siendo la cultura gaélica solo una de ellas. La folclorista Jenny Butler describe cómo los paganos irlandeses recogen algunos elementos de las celebraciones históricas de Samhain y los funden con referencias al pasado celta, creando una nueva fiesta de Samhain que forma parte inimitablemente de la cultura neopagana.
Los neopaganos suelen celebrar Samhain entre el 31 de octubre y el 1 de noviembre en el hemisferio norte y entre el 30 de abril y el 1 de mayo en el hemisferio sur, comenzando y terminando al atardecer.  Algunos neopaganos lo celebran en el punto medio astronómico entre el equinoccio de otoño y el solsticio de invierno (o la luna llena más cercana a este punto), que suele ser alrededor del 6 o 7 de noviembre en el hemisferio norte.

### Reconstruccionismo celta
Al igual que otras tradiciones reconstruccionistas, los reconstruccionistas celtas (RC) hacen hincapié en la exactitud histórica. Basan sus celebraciones y rituales en la tradición, así como en la investigación de las creencias de los celtas politeístas. Celebran Samhain en torno al 1 de noviembre, pero pueden ajustar la fecha a su clima regional, como cuando llegan las primeras heladas del invierno. Sus tradiciones incluyen el saining del hogar y el encendido de hogueras. Algunos siguen la antigua tradición de hacer dos hogueras, entre las que pasan los celebrantes y los animales como ritual de purificación.  Para los RC, es un momento en el que se honra especialmente a los muertos. Aunque los RC hacen ofrendas en todas las épocas del año, Samhain es una época en la que se hacen ofrendas más elaboradas a determinados antepasados. Esto puede implicar la construcción de un pequeño altar o santuario. A menudo celebran una comida, en la que se coloca un lugar para los muertos en la mesa y se les invita a participar. Una porción de comida y bebida sin tocar se deja fuera como ofrenda. Se cuentan cuentos tradicionales y se interpretan canciones, poemas y bailes tradicionales. Se puede abrir una puerta o ventana orientada hacia el oeste y dejar una vela encendida en el alféizar para guiar a los muertos a casa. A menudo se realizan adivinaciones para el año venidero, ya sea con toda solemnidad o en forma de juegos. Los más inclinados a la mística también pueden ver este momento como una ocasión para entrar en profunda comunión con sus deidades, especialmente las que se consideran especialmente vinculadas a esta fiesta.

### Wicca
Los wiccanos celebran una variación de Samhain como uno de sus Sabbats anuales de la Rueda del Año. La mayoría de los wiccanos lo consideran el más importante de los cuatro Sabbats mayores. Algunos wiccanos consideran que Samhain es un momento para celebrar la vida de los que han muerto, y a menudo implica rendir respeto a los antepasados, miembros de la familia, ancianos de la fe, amigos, mascotas y otros seres queridos que han muerto. En algunos rituales se invita a los espíritus de los muertos a asistir a las festividades. Se considera una fiesta de la oscuridad, que se equilibra en el punto opuesto de la rueda con la fiesta primaveral de Beltane, que los wiccanos celebran como una fiesta de la luz y la fertilidad. Los wiccanos creen que en Samhain el velo entre este mundo y el más allá está en su punto más delgado de todo el año, lo que facilita la comunicación con los que han dejado este mundo.